# 萝泽尔·尼切
萝泽尔·尼切（德語：Rosel Nitsche，1950年11月11日—），德国女子赛艇运动员。她曾代表东德参加世界赛艇锦标赛，获得二枚金牌，其中一枚来自女子四人单桨有舵手项目，另一枚来自女子八人单桨有舵手项目。